# 건초 (성한)
건초(建初)는 중국 성한(成漢)의 군주였던 이특(李特)과 그의 뒤를 이은 이류(李流)가 사용했던 연호이다. 303년에서 304년 9월까지 약 1년 9개월 동안 사용하였다.

## 배경
303년에 이특이 성도(成都)에 입성한 후, 개원(改元)하였다. 그러나 2월에 그가 나상(羅尙)에게 살해당하자 동생 이류가 뒤를 이어 사용하였다.

## 사서
《진서(晉書)》 및 《위서(魏書)》에는 302년에 개원한 것으로 기록되어 있지만, 《자치통감(資治通鑑)》 및 《태평어람(太平御覧)》에는 303년에 개원한 것으로 나타난다. 일반적으로 303년 설을 채용하고 있다.
같은 시기에 사용된 다른 연호로는 서진(西晉)에서 사용하였던 태안(太安 : 302년 ~ 303년), 영안(永安 : 304년), 건무(建武 : 304년) 등이 있다.

## 연대 대조표
| 건초                | 원년           | 2년                             |
| 서력                | 303년          | 304년                           |
| 육십간지 (六十干支) | 계해(癸亥)     | 갑자(甲子)                      |
| 서진 (西晉)         | 태안(太安) 2년 | 영안(永安) 원년 건무(建武) 원년 |

## 같이 보기
- 다른 왕조의 같은 연호
  - 후한(後漢) 건초(76년 ~ 84년)
  - 후진(後秦) 건초(386년 ~ 394년)
  - 서량(西凉) 건초(405년 ~ 417년)

- 중국의 연호

| 이전 연호 - | 중국의 연호 성한(成漢) | 다음 연호 건흥(建興) |